# 30 Batalion Saperów (LWP)
30 batalion saperów – samodzielny pododdział wojsk inżynieryjnych ludowego Wojska Polskiego.
Sformowany w okolicach Lubartowa (miejscowość Firlej) na podstawie rozkazu Naczelnego Dowództwa Wojska Polskiego nr 08 z 20 sierpnia 1944 jako jednostka 4 Łużyckiej Brygady Saperów.
Sztandar ufundowali mieszkańcy Strzelina. Wręczony został 15 października 1945 w mieście fundatorów.

## Obsada personalna
Dowódcy batalionu
- kpt. Antoni Pluto
- kpt. Julian Juzenko

## Struktura organizacyjna
Etat 012/109
- Dowództwo i sztab
- pluton dowodzenia
- 3 x kompania saperów
  - 3 x pluton saperów
  - drużyna zaopatrzenia
- kwatermistrzostwo
  - punkt pomocy medycznej
  - lazaret weterynaryjny
  - warsztaty i magazyn techniczny
- drużyna gospodarcza

razem:
żołnierzy – 321 (oficerów – 31, podoficerów – 62, szeregowych – 228)
sprzęt:
- miny – 483